# Martin Weinek
Martin Weinek (Leoben, 1964) é um ator, dublador, enólogo, diretor e empresário austríaco. Trabalha para o cinema, teatro e televisão. Conhecido pelo papel de Inspetor Fritz Kunz da série Kommissar Rex.

## Carreira
Estudou entre os anos de 1983 e 1986. Começou a trabalhar no teatro no ano 1986 com algumas produções vienenses. Seu primeiro papel é no filme Nachsaison (baixa estação).
Em 1987 fez uma participação na peça de Jura Soyfer, Der Lechner Edi de Schaut ins Paradies, sob a direção de Georg Mittendrein no festival Ruhrfestpiele Recklinghausen e um papel como catador de lixo no filme Müllomania de Dieter Berner.
Entre 1988 e 1989 trabalha como ator no "Jura Soyfer Theather" em Viena e outros demais teatros da cidade, trabalhando como diretor e gerente artístico e industrial. Em 1989 trabalha na série de televisão austríaca Calafates Joe. Entre 1990 e 1991 foi gerente artístico do Hernalser Stadttheater.Torna-se popular com sua participação na série televisiva Kommissar Rex.
É casado com a atriz e dramaturga Eva Weinek.

## Filmografia
- 1989: Calafati Joe (série televisiva)
- 1999-2004, 2008- : Kommissar Rex (séries de televisão)
- 2004: SilentiumSilentium
- 2005: Grenzverkehr
- 2006: Unter weißen Segeln (Episódio Träume am Horizont)
- 2007: Die Rosenheim-Cops (Episódio Liebe bis zum Ende)